# NGC 51
NGC 51 là một thiên hà dạng thấu kính trong chòm sao Tiên Nữ. Nó có đường kính 90.000 năm ánh sáng. Thiên hà được phát hiện vào ngày 7 tháng 9 năm 1885 bởi Lewis Swift, người mô tả nó là "Khá mờ, khá nhỏ, tròn, sáng hơn ở giữa".